# Wrohm
Wrohm er en by og kommune i det nordlige Tyskland, beliggende i Amt Kirchspielslandgemeinden Eider i den nordlige del af Kreis Dithmarschen. Kreis Dithmarschen ligger i den sydvestlige del af delstaten Slesvig-Holsten.

## Geografi
Kommunen ligger ved Bundesstraße 203 cirka halvvejs mellem Heide og Rendsborg. Floden Ejderen danner østgrænsen for både kommunen og Ditmarsken. Her ligger slusen Lexfähre fra 1936.